# 沙耳乡
沙耳乡，是中华人民共和国四川省阿坝藏族羌族自治州金川县下辖的一个乡镇级行政单位。

## 行政区划
沙耳乡下辖以下地区：
丹扎木村、石达安村、山埂子村、克尔玛村、沙耳尼村和园艺场村。